# Horace de Vere Cole

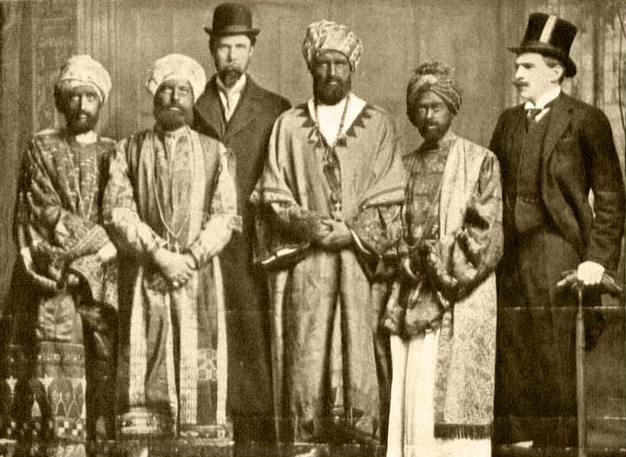
Het gezelschap prinsen van Abyssinië, met helemaal rechts (met hoge hoed en wandelstok) Horace de Vere Cole, de meest linkse figuur is de schrijfster Virginia Woolf; de man in het midden, met bolhoed, is haar broer Adrian Stephen

William Horace de Vere Cole (5 mei 1881 - 25 februari 1936) was een Brits grappenmaker, die menigmaal het nieuws haalde met door hemzelf bedachte practical jokes. Zijn meest bekende grap - uit 1910 - staat bekend onder de naam Dreadnought hoax, waarbij hij een aantal vrienden (voornamelijk leden van de latere Bloomsburygroep) zich liet verkleden als Abessijnse prinsen die - in het kader van een zogenaamd officieel bezoek aan Groot-Brittannië - een inspectiebezoek brachten aan HMS Dreadnought en de rest van de in Weymouth afgemeerde vloot.
Andere grappen van Cole waren:
Als jonge student verkleedde Cole zich als de sultan van Zanzibar en bracht in die hoedanigheid een bezoek aan zijn eigen college van de Universiteit van Cambridge.
Op enig moment had hij zich verkleed als de Britse premier Ramsay MacDonald en hij had - van tevoren - georganiseerd dat de taxi die MacDonald nam op weg naar het congres van zijn Labour Party, zou verdwalen. In vermomming sprak hij vervolgens het Labourcongres toe, waar hij de aanhang voorhield dat zij voortaan meer moesten werken, voor minder geld.
Cole deed zich, bij een andere gelegenheid voor, als opzichter van de publieke werken in Londen. In die hoedanigheid gaf hij stratenmakers de opdracht een enorm diep gat te graven in het midden van Piccadilly. Het duurde lang voordat deze situatie was hersteld.
Op een ander moment nodigde hij in Londen een lid van het Lagerhuis uit om een hardloopwedstrijdje met hem te doen. Hij gaf de politicus zelfs enige voorsprong. Voor de wedstrijd begon was hij er evenwel in geslaagd om zijn polshorloge in de zak van het parlementslid te laten verdwijnen. Toen deze het - conform de afgesproken regels - op een lopen zette, riep Cole luid om de politie en het parlementslid werd gearresteerd.
Cole is ook wel in verband gebracht met de geschiedenis van de Piltdown-mens.